# Мисливець на андроїдів
Мисливець на андроїдів (англ. Androjäger) — німецький фантастичний телесеріал, створений телекомпанією Bavaria Film у співпраці з Norddeutscher Rundfunk у 1981—1983 роках. Режисери: Вольфганг Глюк і Маркус Шольц. Ідея серіалу належить Курту-Уве Настфогелю. Знято 26 серій у 2 сезонах. Тривалість серії — 25 хв.

## Сюжет
Десь у Німеччині в якомусь великому місті, непомітно для населення, зазнав аварії експедиційний космічний корабель з планети Драва. На борту є незліченна кількість андроїдів, схожих на людей, які насправді є роботами. Цим андроїдам вдається пережити аварію свого космічного корабля та інтегруватися в людське суспільство. Головний агент Дандоре отримує наказ зібрати андроїдів і повернути їх до Драви.
З цією метою Дандоре також приймає людську подобу, летить на Землю і знімає квартиру. Обладнання цієї квартири завжди включає передавач (порівнянний з «транспортером» з космічного корабля «Ентерпрайз»), який, замаскований під солярій, служить для того, щоб повернути роботів непомітно до Драви. Постійним супутником Дандоре є говірка квітка ІЗ, яка діє як опікун і підтримує Маєра (псевдонім Дандоре) розумними порадами.
Щоб не привертати увагу і легше виконувати своє замовлення, Дандоре поступає до місцевої поліції і таким чином стає сержантом Гансом Маєром. Поступово йому вдається розкрити андроїдів, які мають надзвичайні здібності, і він відсилає їх назад за допомогою передавача.

## У ролях
| Актор             | Роль            |
| ----------------- | --------------- |
| Лутц Маккенсі     | Дандоре / Маєр  |
| Шарлотта Керр     | Айраваб Рейлета |
| Віллі Земмельрогг | пан Нагеляйн    |
| Ахім Штрітцель    | старший радник  |
| Карін Кернке      | ІЗ              |
| Фолькер Прехтель  | Хайнманн        |